# Wapen van Loon op Zand

Wapen van de gemeente Loon op Zand

Het wapen van Loon op Zand werd ongeveer 100 jaar na het ontstaan van de gemeente Loon op Zand aangevraagd en op 16 april 1914 toegekend. De gemeente is voortgekomen uit de heerlijkheid Loon op Zand.

## Geschiedenis
Het wapen dat de gemeente als eerste voor ogen had was het wapen van de graaf van Salm-Salm. Hij was in 1815 nog heer van de heerlijkheid. De Hoge Raad van Adel heeft dat wapen nooit bevestigd als het wapen van de gemeente, pas in 1912 deed de gemeente een nieuwe poging tot het verkrijgen van een wapen. Ditmaal werd het wapen dat tot op heden het wapen van de gemeente is aangevraagd. Het huidige wapen bevat het wapen van de eerste heren van Loon op Zand: de graven van Horn. In het schildhoofd zijn drie schoenmakershamers geplaatst, zij verwijzen naar de belangrijkste industrie van de gemeente: schoenmaken.
Het wapen van Loon op Zand bevat een heraldische fout. Het schild en het schildhoofd zijn beide van een metaal: het schild is van goud en het schildhoofd is van zilver. In de heraldiek mag dit niet. Om die reden stelde de Noord-Brabantse Commissie voor Wapen- en Vlaggenkunde in 1993 een nieuw wapen voor:
In goud drie hoorns van keel, beslagen van zilver; in het schildhoofd van sabel drie schuingeplaatste schoenmakershamers van zilver. Het schild gedekt met een gouden kroon van drie bladeren en twee parels.
Tot op heden heeft de gemeente geen stappen ondernomen om het wapen daadwerkelijk aan te passen.

## Blazoen
De beschrijving van het wapen van Loon op Zand luidt als volgt:
In goud 3 horens van keel, met zilveren beslag (Horne), een schildhoofd van zilver, beladen met 3 schuingeplaatste schoenmakershamers van sabel.
Het schild is van goud en bevat drie rode (keel) horens met zilveren beslag. Het schildhoofd is van zilver en bevat drie zwarte (sabel) schoenmakershamers. De schoenmakershamers staan schuin.

## Vergelijkbare wapens
De volgende wapens zijn op historische gronden te vergelijken met het wapen van Loon op Zand:

Wapen van het graafschap Horn
Wapen van Beegden
Wapen van Buggenum
Wapen van Neer